# ディディエ・ビュルカルテ
ディディエ・ビュルカルテ（フランス語: Didier Burkhalter、1960年4月17日 - ）は、スイスの政治家。2014年の連邦大統領である。2009年9月16日に連邦参事会員に選出され、同年11月1日にパスカル・クシュパンの後任の内務担当となり2017年まで務めた。2012年から2017年までは外務担当を務めている。自由民主党所属。オーストリア人と結婚しており、3人の子どもがいる。

## 経歴

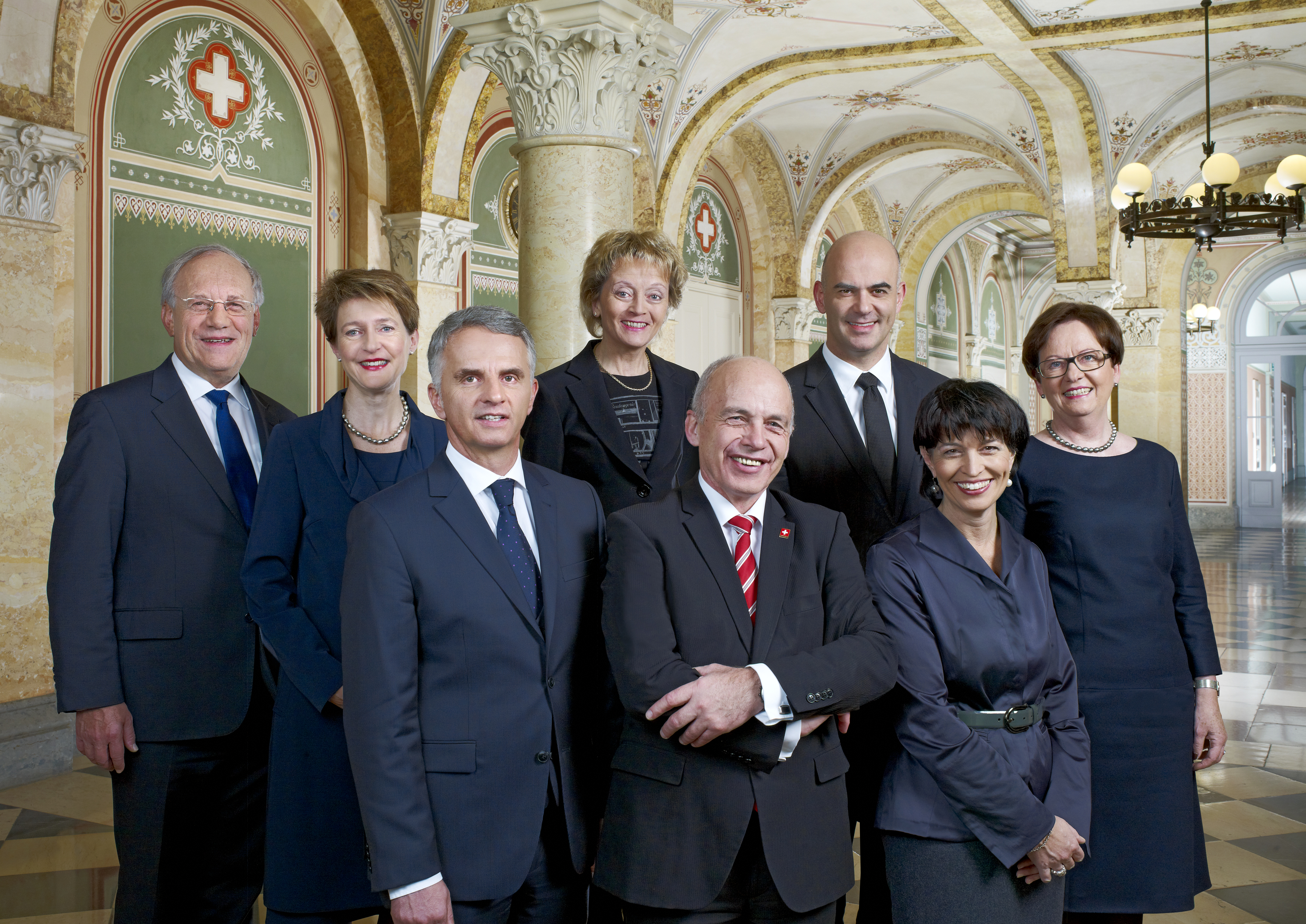
連邦参事会のメンバー7人と連邦事務総長（2012年）。左からヨハン・シュナイダー＝アマン、シモネッタ・ソマルーガ、ビュルカルテ、エフェリーネ・ヴィドマー＝シュルンプフ、ウエリ・マウラー、アラン・ベルセ、ドリス・ロイトハルト、コリーナ・カサノヴァ連邦事務総長。

ヌーシャテル出身。ヌーシャテル大学で経済学を専攻した。1985年に急進民主党（現在の自由民主党）に入党し、1990年から2001年までヌーシャテル州議会議員を、2003年から2007年まで国民議会（下院）議員を務めた。2007年11月11日、同州から全州議会（上院）議員に選出された。その時、社会民主党所属のジセール・オーリ議員は再選され2期目をスタートさせたが、同じく社会民主党のピエール・ボノートゥ議員は落選した。選挙でビュルカルテは自由民主党のほか、自由党と国民党の支持も取り付けた。2012年より外務担当（外相に相当）。
2013年、ビュルカルテはウエリ・マウラー大統領のもとで連邦副大統領を務め、翌年の大統領に選出されることが確実となった。2000年代に入って、連邦参事会員の交代が相次いだため、ビュルカルテは当時、大統領になったことのない参事のなかでは最も長く在任していた。2013年12月4日、連邦議会は有効投票数222のうち183票で、ビュルカルテを2014年のスイス連邦大統領に選出した。
2014年1月1日、ビュルカルテはスイス連邦大統領に着任した。大統領として、ビュルカルテは参事会を取り仕切り、ほかの民主主義諸国では国家元首がになう、国家の代表としての職務を遂行する（もっとも、スイスでは連邦参事会全体が国家元首であるとみなされる）。彼はまた、スイスで最高の公職にあるため、非常事態の際には参事会全体の代理として行動する権力を持つ。しかしもっぱら、大統領は単に「市民のなかの第一人者」であり、ほかの参事会員を上回る権力は持たない。
2014年2月に来日し、岸田文雄外務大臣と会談を行った。同年は日本とスイスの国交樹立150周年にあたる。2017年10月31日をもって外務担当を退任。